# Burk
Burk este o comună aflată în districtul Ansbach, landul Bavaria, Germania.